# Nissan 200SX
O 200SX é um coupé compacto, produzido pela Nissan entre 1975 e 2002.